# نبلشوتس
نبلشوتس (به آلمانی: Nebelschütz) یک شهر در آلمان است که در زاکسن واقع شده‌است. نبلشوتس ۱٬۲۳۷ نفر جمعیت دارد.

## خواهرخوانده
شهرهای Namysłów، Hlučín و Ladánybene خواهرخوانده‌های نبلشوتس هستند.